# Associazione italiana ospedalità privata
L'Associazione Italiana Ospedalità Privata, conosciuta anche come AIOP è un'organizzazione rappresentativa delle case di cura e degli ospedali privati italiani.

## Storia
È stata fondata nel 1966 e ad oggi raggruppa oltre 500 imprese (tra convenzionate con il Servizio sanitario nazionale (Italia)|SSN e no), con circa 60.000 posti letto e oltre 100.000 dipendenti. Mira a sviluppare la qualificazione delle strutture associate, a sostenerne la collocazione e l'attività nell'ambito del sistema sanitario italiano. È aderente a Confindustria e fa parte della Unione europea degli ospedali privati (UEHP).
Aiop promuove il Rapporto Ospedali&Salute, giunto nel 2017 alla XV edizione, in collaborazione con "Ermeneia", riguardante l'entità e la qualificazione dei servizi sanitari, l'evoluzione del settore, i costi, le difficoltà di accesso e la qualità percepita dai cittadini.
Nello Statuto in vigore nel 2024, l'Associazione ha assunto il nome di "AIOP- Associazione Italiana delle Aziende Sanitarie Ospedaliere e Territoriali e delle Aziende Socio-Sanitarie Residenziali e Territoriali di Diritto Privato"

## Organizzazione
L'associazione è guidata da un presidente, eletto ogni tre anni con possibilità di svolgere massimo due mandati. Il presidente in carica è Barbara Cittadini, eletta il 26 maggio 2018, affiancata da un comitato esecutivo di 9 membri e dal vice presidente, Bruno Biagi. La direzione generale coordina la sede nazionale; dal 2013 è direttore generale Filippo Leonardi.

### Sedi
La sede nazionale è a Roma in via Lucrezio Caro n.67. Complessivamente l'associazione è articolata in 21 sedi regionali.

## Presidenti di Aiop
- 1966 - 1970 Giovanni Fiori
- 1970 - 1977 Fabio Milone
- 1977 - 1981 Terzo De Santis
- 1981 - 1985 Sergio Bardelli
- 1985 - 2000 Gustavo Sciachì
- 2000 - 2006 Emmanuel Miraglia
- 2006 - 2012 Enzo Paolini
- 2012 - 2018 Gabriele Pelissero
- 2018 - 2024 Barbara Cittadini
- 2024 Gabriele Pelissero

## Sezione Giovani
L'Aiop Giovani è la sezione costituita nel 2003, con l'approvazione del nuovo Statuto dell'Associazione. È diffusa in sedici regioni più le province autonome di Trento e Bolzano, e il presidente nazionale è Michele Nicchio. Lo scopo è quello di creare uno spazio di dibattito e una palestra di formazione di giovani imprenditori della sanità privata che curi anche il passaggio generazionale all'interno dell'Aiop.

### Presidenti Aiop Giovani
- 2003 - 2012 Averardo Orta
- 2012 - 2015 Domenico Musumeci
- 2012 - 2018 Lorenzo Miraglia
- 2018 - 2024 Michele Nicchio
- 2024 Gaia Garofalo

## Pubblicazioni
- G.Pelissero, A.Mingardi (a cura di), Eppur si muove. Come cambia la sanità in Europa tra pubblico e privato, 2010;
- F.Leonardi, M.Marcantoni, Nella storia della sanità italiana. 50 anni di Aiop, 2016;
- S.Gallozzi, D.Trotti, Jobs Act. L'impatto sulle strutture ospedaliere private, 2016;
- Manuale Antincendio, 2016;
- L'ambiente in sanità, 2016;
- F.Cascini, Risk Management. Guida teorico-pratica per la gestione del rischio sanitario, 2017;
- Censis, Il valore sociale dell'ospedalità privata nella sanità pluralista, 2018;
- G.Pelissero, Costruire la sanità del futuro. Sei anni di presidenza Aiop, 2018.
- L'evoluzione dei modelli sanitari internazionali a confronto,(in collaborazione con LUISS) 2016;
- L'evoluzione delle modalità di finanziamento dei sistemi sanitari nazionali, (in collaborazione con Vihtali e Università Cattolica del Sacro Cuore) 2017;
- Servizio Sanitario Nazionale: destinazione futuro, (in collaborazione con Vihtali e Università Cattolica del Sacro Cuore) 2018